# Lätta kavalleriet
Lätta kavalleriet (Tyska: Leichte Kavallerie) är en operett i två akter med musik av Franz von Suppé och libretto av Karl Kosta. Operetten hade premiär den 21 mars 1866 på Carltheater i Wien. Idag spelas oftast endast den berömda ouvertyren.

## Historia
Länge gick det ett rykte att operetten var förbjuden att spelas i Österrike (efter landets förlust mot Preussen i Tyska enhetskriget sommaren 1866) då den parodierade den österrikiska militären, men ryktet var lika falskt som det att den inte kunde framföras då den förhärligade militären för mycket. Husarlivet skildras på ett romantiserat sätt men  utan att förhärliga. Lätta kavalleriet var den första wieneroperetten som introducerade det ungerska elementet i musiken långt före Johann Strauss den yngre gjorde det i Zigenarbaronen 1895.
Originalverket utspelas i en österrikisk by under 1800-talet. 1934 omarbetade Hans Bodenstedt handlingen totalt och lät handlingen utspelas under 1700-talet på ett slott.

## Personer
| Roller                           | Röststämma  | Premiärbesättning 21 mars 1866 (Dirigent: –) |
| -------------------------------- | ----------- | -------------------------------------------- |
| Bums, borgmästare                | bas         | Louis Grois                                  |
| Apollonia, hans hustru           | kontraalt   | Minna Walter                                 |
| Jimber Pankraz, grönsakshandlare | talroll     | Josef Matras                                 |
| Eulalia, hans hustru             | mezzosopran | Bachmann                                     |
| Weissling, bagare                | talroll     |                                              |
| Dorothea, hans dotter            | sopran      |                                              |
| Kitt, glasmästare                | talroll     |                                              |
| Regina, hans dotter              | sopran      |                                              |
| Vilma, föräldralös               | sopran      | Karoline Mayer                               |
| Hermann, Vilmas älskade          | tenor       | Albert Telek                                 |
| Janos, en husar                  | bas         | Karl Treumann                                |
| Stefan, en husar                 | tenor       | Franz Eppich                                 |
| Carol, en husar                  | tenor       |                                              |

## Handling

### Akt I
Vilma var föräldralös och växte upp på ett barnhem. Nu har hon blivit en vacker, ung kvinna som förvrider huvudet på alla män, inklusive de som redan är gifta. Männens fruar klagar hos borgmästaren Bums och stadens rådsmän börjar undersöka Vilmas beteende. Bums och Pankraz är hemligt förälskade i Vilma men på grund av sina fruars svartsjuka tvingas de sätta samman en kommitté för att utvisa Vilma.
Vilma bryr sig inte om männens prat. Hon är förälskad i Hermann. Idyllen bryts av de ungerska husarernas intåg. Under ledning av sin sergeant Janos gör de sig hemmastadda i byn under kvinnornas jubel.

### Akt II
Hermann försöker gifta sig med Vilma men förgäves. Hans förmyndare, borgmästare Bums, slår bort hans förslag. Besviken vill Hermann förena sig med husarerna och pratar med Janos. Janos vill hjälpa Hermann då han har sett hur saker och ting står till i byn. Han ämnar spela ett spratt med kvinnorna och männen för att lära dem en läxa.
I hemlighet lovar Janos att ordna ett hemligt möte mellan Vilma och Bums och Pankraz. I stället för Vilma lurar han Pankraz hustru Eulalia att komma till mötet. Eulalia, som inte har något emot ett möte med Janos, lovar komma. Samtidigt har Bums hustru Apollonia tjuvlyssnat på allt och av en händelse har husarerna Carol och Stefan stämt möte i mörkret med Dorothea och Regina.
Janos förbarmar sig över Hermann och Vilma, då han upplevde samma sak i sin ungdom. När han var ung älskade han Zinka, som han inte tilläts gifta sig med på grund av sin fattigdom. Han tvingades lämna henne och återsåg henne aldrig med. Det enda han minns är den sång de brukade sjunga tillsammans. Plötsligt hör han melodin. Men det är inte Zinka utan Vilma som sjunger den. Hon lärde den av sin moder när hon var liten.
I mörkret letar Janos efter sångerskan och finner Vilma. Till sin glädje förstår han att hon är hans dotter. Lika glad som han är att ha funnit henne, lika arg är han över hur staden har behandlat henne. Hans plan går i lås. Alla inblandade blir till åtlöje. Janos tvingar borgmästaren att ge tillåtelse för Vilmas och Hermanns bröllop.
Så fort som Bums har gett sin välsignelse ljuder signalen till uppbrott. Husarerna samlas på torget och rider lika sorglöst iväg som när de anlände. Lätta kavalleriet har fullgjort sin uppgift.